# Jessy Fuchs
Pour les articles homonymes, voir Fuchs.
Jessy Fuchs est réalisateur de vidéoclip, directeur artistique et fondateur du label Slam Disques, ex-bassiste de la formation eXterio ainsi que guitariste et chanteur du duo Rouge Pompier. Il est aussi critique, formateur et chroniqueur dans l'industrie musicale.

## Réalisateur
Réalisateur/Producteur et/ou monteur des vidéoclips suivant :
- 200 Rouge Pompier - Pelle Mécanique
- 199 Ripé - Jammé
- 198 Ripé - Keveun
- 197 The Matchup - Situations 2024
- 196 Ryan Stevenson - Dear Mom 2024
- 195 Francbâtards - Yer'Mad 2024
- 194 Sam Faye - Dance Alone 2024
- 193 Rouge Pompier - Vendredi 2024
- 192 Carotté - Soupe à l'oignon 2023
- 191 Meuyefobil - Oui, Papa Roach 2023
- 190 Carotté - Une bonne poutine 2023
- 189 Lionel Groove - Disco Funk Machine 2023
- 188 Hipshot -Touch me 2023
- 187 Hipshot - The Forgiven 2023
- 186 Sloe - Every Little Thing You Do 2023
- 185 Basterds - Cell 206 2023
- 184 Noé Talbot - Rivière Noire 2023
- 183 Molotov Mon Amour - J't'haïme 2023
- 182 Fuudge - J'aimerais ben ça aimer ça (mais j'aime pas ça) 2023
- 181 Lionel Groove - Streetlights 2023
- 180 Carotté - C'est pas des menteries 2022
- 179 Nick! - This Is Me 2022
- 178 L'Affaire Pélican - Ordinaire 2022
- 177 Lionel Groove - Groove Lionel 2022
- 176 Frank Custeau - Normal 2022
- 175 Sam Faye - Arrright 2022
- 174 Basterds - A Place to Call Hell 2022
- 173 Noé Talbot - Pour l'instant 2022
- 172 Paul Cargnello - Don't Care 2021
- 171 Sudden Waves - v e r t i g o 2021
- 170 Paul Cargnello - Vodka Soda 2021
- 169 The Matchup - Gifts N' Souvenirs 2021
- 168 The No Shows - Wake Up 2021
- 167 Oktoplut - Le delta de l'Okavango 2021
- 166 Sam Faye - G 2021
- 165 Sam Faye - 1m53 2020
- 164 Frank Custeau - Robert Motivé 2020
- 163 Carotté - Tourne tout le temps 2020
- 162 Rouge Pompier - Gaetan Mouillé 2020
- 161 The Matchup - Roadtrip 2020
- 160 O Linea - Le vers 2020
- 159 Salmine - Solitude 2020
- 158 Fortune Cookie Club - Perdu dans les possibles 2019
- 157 Despised Icon - Snake in the Grass 2019
- 156 Oktoplut - Errer 2019
- 155 Carotté - Habitant 2019
- 154 Frank Custeau - Hier 2019
- 153 Despised Icon - Purgatory 2019
- 152 Les Shirley - She's Got Nothing On 2019
- 151 Guerilla Poubelle - Plus je connais les hommes et plus j'aime les chiens 2019
- 150 Les Monsieurs - Moé je l'sais-tu? 2019
- 149 Guerilla Poubelle - Peine de vie 2019
- 148 Noé Talbot - L'essentiel 2019
- 147 Oktoplut - Le Démon Normal 2019
- 146 Guerilla Poubelle - Morts Trop Jeune 2019
- 145 Frank Custeau - Mort 2019
- 144 Les Shirley - Korben Dallas 2019
- 143 Capitaine Révolte - Grugiolle 2019
- 142 Slater & Fils - Jugement Premier 2019
- 141 Les Monsieurs - DOC T.V. 2018
- 140 Noé Talbot - Faire front à la mort 2018
- 139 Guerilla Poubelle - L'aventure de l'ordinaire 2018
- 138 Carotté - Chant de Pot 2018
- 137 Frank Custeau - Le cimetière 2018
- 136 Carotté - L'Agro Punk 2018
- 135 Les Monsieurs - Mouches à marde 2018
- 134 Fuck toute - Cul 2 2018
- 133 Guerilla Poubelle - L'amour est un chien de l'enfer 2018
- 132 Oktoplut - Le Calme Pivote 2018
- 131 Oktoplut - Héros ou ennemi 2018
- 130 Rouge Pompier - Perds pas ton temps 2017
- 129 O Linea - La somme 2017
- 128 Noé Talbot - Matane 2017
- 127 Carotté - Souffrance 2017
- 126 Athena - Acide 2017
- 125 Rouge Pompier - OudePellaIle 2017
- 124 Jeffrey Piton - Pourrai-je te sauver 2016
- 123 O Linea - Casseur de codes 2016
- 122 Ripé - Nouveau téléphone 2016
- 121 on a créé UN MONSTRE - Par-dessus bord 2016
- 120 Rouge Pompier - VHS 2016
- 119 Despised Icon - Bad Vibes 2016
- 118 Kamakazi - À mon avis 2016
- 117 Rouge Pompier - Mercredi 2016
- 116 Carotté - Un gars du Far West 2016
- 115 Despised Icon - Beast 2016
- 114 Pépé et sa guitare - Mon avis 2016
- 113 Noé Talbot - Les Miracles 2016
- 112 Athena - J't'un souciant 2016
- 111 on a créé UN MONSTRE - Charles-de-Gaulle (Paris) 2016
- 110 Rouge Pompier - Autobus 2016
- 109 Kamakazi - SuckerPunch 2016
- 108 Les Conards à l’Orange - Le Magasin des choses utiles 2016
- 107 Simple Plan - Boom! 2015
- 106 Rouge Pompier - Dehors c'est le bordel 2015
- 105 Carotté - Veillée chez Médé 2015
- 104 Jeffrey Piton - Ton sourire est un aurevoir 2015
- 103 Noé Talbot - Déballer le présent 2015
- 102 Athena - Prends mon temps 2015
- 101 on a créé UN MONSTRE - Ta Playlist 2015
- 100 Jeffrey Piton - L’océan 2015
- 99 Guerilla Poubelle - 50 euros 2015
- 98 Les Conards à l’Orange - L’autobus 2015
- 97 Oktoplut - Points Punk 2015
- 96 Couturier - Détruire 2015
- 95 Athena - Mise au point 2015
- 94 Carotté - Tape la bizoune 2015
- 93 Jeffrey Piton - Bricoler 2015
- 92 Guerilla Poubelle - Carcassonne 2015
- 91 Rouge Pompier - Château de sable 2015
- 90 Athena - Pour un tour dans les draps 2015
- 89 Carotté - Invisible 2015
- 88 On a créé un monstre - La Fatigue 2015
- 87 Oktoplut - Sans compromis 2014
- 86 Felix-Antoine Couturier - Mot Croisé 2014
- 85 Noé Talbot - Confortable 2014
- 84 Rouge Pompier - Ver de Terre 2014
- 83 Oktoplut - Animaux 2014
- 82 Charlie Foxtrot - Jouer par Terre 2014
- 81 Obey the Brave - Short Fuze 2014
- 80 Obey the Brave - Raise your voice 2014
- 79 Oktoplut - Fuir 2014
- 78 On a créé un monstre - Ta langue sale 2014
- 77 The Matchup - Follow me Home 2014
- 76 Noé Talbot - Allez Brûle 2014
- 75 O Linea - Ton Mur des Lamentations 2014
- 74 Charlie Foxtrot - La mémoire courte 2014
- 73 Rouge Pompier - Dédompter ton chien 2013
- 72 Crash ton rock - On a tué le rocket 2013
- 71 Félix-Antoine Couturier - Dans cette vie 2013
- 70 Colectivo - La panique 2013
- 69 O Linea - Ta plus belle extorsion 2013
- 68 Rouge Pompier - Sauvegarde Impossible 2013
- 67 O Linea - Carte Postale 2013
- 66 Rouge Pompier - Rouge Pompier 2013
- 65 On a créé un monstre - Le corps est lourd 2013
- 64 Colectivo - Jaune Électrik 2013
- 63 Obey the Brave - Full Circle 2013
- 62 Rouge Pompier - Paul 2013
- 61 On a créé un monstre - Dorval 2012
- 60 Obey the Brave - It starts today 2012
- 59 Charlie Foxtrot - Le monde est beige 2012
- 58 Kodiak - Soleil 2012
- 57 Kodiak - La gâchette 2012
- 56 Rouge Pompier - Anne Dorval 2012
- 55 Rouge Pompier - Paquet d'Chose 2012
- 54 Ok Volca - Nos Jurons 2012
- 53 Écho Kalypso - Je t'emmerde 2012
- 52 Ripé - Alcool, pauvreté et jeu 2012
- 51 Obey The Brave - It Starts Today 2012
- 50 Écho Kalypso Feat. Greg de Kodiak - La Route 2012
- 49 Obey The Brave - Get Real 2012
- 48 Crash ton rock - Il priait 2012
- 47 Obey The Brave - Live and Learn 2012
- 46 Charlie Foxtrot - Éternel Pessimiste 2011
- 45 Ok Volca - Facteur Temps 2011
- 44 On a créé un monstre - Ici 2011
- 43 Crash ton rock - Indifférente 2011
- 42 Never More than Less - King of your world 2011
- 41 eXterio - Mettez des bombes dans mes oreilles 2011
- 40 Play the Angel - Are you ready for me 2011
- 39 Play the Angel - You and me 2011
- 38 O Linea - Conquête Obsolète 2011
- 37 On a créé un monstre - Brûle 2011
- 36 Ripé - Spin 2010
- 35 Crash ton rock - Brûler 2010
- 34 Colin Moore - Broken English 2010
- 33 eXterio - Vieux Singe 2010
- 32 O Linea - Métronôme 2010
- 31 Crash ton rock - Elle 2009
- 30 eXterio - Omerta 2009
- 29 Guérilla Poubelle - Tapis Roulant 2009
- 28 Kodiak - S.V.P. 2009
- 27 Ok volca - L'humanité court au suicide 2009
- 26 Kamakazi - Seul pour cette danse 2009
- 25 Ok volca - L'humanité court au suicide 2009
- 24 eXterio - Saint-Po 2009
- 23 eXterio - Le seigneur des agneaux 2009
- 22 Kamakazi - ISA 2008
- 21 eXterio - Le complot 2008
- 20 MAP - Repose en paix 2008
- 19 Ok Volca - L’ataraxie des sang-bleus 2008
- 18 Kamakazi - Rien entre les deux oreilles 2008
- 17 Kamakazi - Par mon engin 2008
- 16 O Linea - Posture de valet 2008
- 15 Ok Volca - DREVEC 2008
- 14 Le skieur fluo - mon œil qui flippe 2007
- 13 MAP - À mes filles 2007
- 12 ok volca - Statix / Imaginaire Incontournable 2007
- 11 eXterio - La 138 2007
- 10 eXterio - La Plonge du siècle 2006
- 9 Suburbs - Québec Hivernal 2006
- 8 TWA - À portée de main 2006
- 7 eXterio - Campanile 2005
- 6 eXterio - Le savant fou 2005
- 5 TWA - Les Marchands 2005
- 4 eXterio - 450 2004
- 3 Phénomen - Arrive en ville 2004
- 2 eXterio avec Louis de Ok Volca - Bonhomme 7h 2004
- 1 eXterio - Whippet 2003

## Direction artistique
Producteur exécutif ou coréalisateur des albums suivants :
- Rouge Pompier "Michael Caine" (2024) [1]
- Rouge Pompier "Neve Campbell" (2020) [2]
- O Linea " O Linea" (2016)
- On a créé un monstre " Théâtre des Catastrophse" (2016)
- Kamakazi "Regarde Maman! I'm on the TV" (2016)
- Rouge Pompier " Chevy Chase (2016)[3]
- Noé Talbot "Déballer le présent" (2015)
- Les conards à l'orange " Bave de robot" (2015)
- Jeffrey Piton « La Transition » (2015)
- Smash Hit Combo « Playmore » (2015)
- Athena « Mononucléose » (2015)
- Carotté « Punklore et trashdition » (2015)
- Couturier « Comme un seul homme » (2014)
- Oktoplut « Pansements » (2014)
- Les Conards à l’Orange « E.P Téléphone Maison » (2014)
- Kamakazi « Foxyboxe » (2014)
- Noé Talbot « Beurre Noir » (2014)
- Charlie Foxtrot « La Méche courte » (2014)
- On a créé un monstre « La dérive » (2013)
- Félix-Antoine Couturier « Dans cette vie » (2013)
- Colectivo « Jaune Électrik » (2013)
- Smash Hit Combo « Reset » (2013)
- O Linea « Distraction » (2013)
- Rouge Pompier « Kevin Bacon » (2012)
- Ripé « Tu pisses du sang » (2012)
- Crash ton rock « Cheval de Troie » (2011)
- Ok Volca « Fréquence Trémor » (2011)
- Charlie Foxtrot « Mise en Abîme » (2011)
- On a créé un monstre « L’iceberg » (2011)
- eXterio « L’album Monstre » 3eme partie (2009)
- O Linea « La bête de l'homme » (2010)
- Ripé « éponyme » (2010)
- eXterio « L’album Monstre » 2eme partie (2009)
- Crash Ton Rock "Des Rats Parmi les Loups" (2009)
- eXterio « L’album Monstre » (2008)
- Kamakazi « Tirer le meilleur du pire » (2008)
- Le Skieur Fluo « Première Selle » (2007)
- O Linea « L’ordre des choses » (2007)
- OK Volca « éponyme » (2006)
- MAP « Repose en paix » (2006)
- Suburbs « Un Titre de toune » (2005)
- eXterio « Délire du Savant Fou » (2005)
- TWA « 6 milliards d’employés » (2005)
- Phénomen « Pas live à L’olympia » (2004)
- eXterio « Vous êtes ici » (2003)
- Compilation « La plaie 2 » (2003)
- Compilation « La plaie 1 » (2001)

## Chanteur guitariste
- Rouge Pompier (Juin 2012 - ...)

## Bassiste
- Exterio (1992-2011)
- 100 commentaires (1996)
- Blast Fame (1997)
- Pusher (1997-1999)
- Froze Bite (1999)
- Slime (2000)

## Auteur/Compositeur
Partiellement ou entièrement auteur et/ou compositeur des chansons suivantes : (excluant le catalogue régulier d'Exterio ou de Rouge Pompier)
- "L'océan qui sépare ton divan du reste de ta vie" (2016)
- "On ne peut plus compter" (Hommage à Bob Bissonnette) (2016)
- Album complet "FoxyBoxe" de Kamakazi (2014)
- "LOL" du groupe Les Chick'N'Swell sur l'album "Victo Racing" (2010)
- "Trompe-moi" du groupe Les Chick'N'Swell sur l'album "Victo Racing" (2010)
- Album complet "Tirer le meilleur du pire" de Kamakazi (2008)
- Album complet "Première Selle" du Skieur Fluo (2007)
- "Entre-Deux" du groupe l'Assemblée sur l'album "Les gars du peuple" (2005)
- "La visite" collaboration avec Semi-Bruce et EXTERIO sur la compilation Chrome Desjardins (2005)

## Scène Locale
- a fondé les Productions Infection en 1998 pour promouvoir la scène locale montréalaise en spectacles.
- a fondé l'étiquette Slam Disques en 2002 pour produire et commercialiser eXterio puis, plusieurs autres groupes Rock francophones.
- présente un podcast sur la scène locale et les échecs de l'industrie nommé "Ce label est un échec - Rundown" depuis 2020
- a fondé l'étiquette Hell for Breakfast en 2019 pour produire, commercialiser et archiver les artistes qui ne cadraient pas dans la direction artistique de Slam Disques.
- a fondé Bandpromo en 2005, une entreprise qui est devenu spécialisé dans la production et distribution de marchandise pour les artistes, incluant l'ajout d'un atelier de sériegraphie complet.
- a fondé Metallicars en 2023, en entreprise de location de véhicules pour la culture et les artistes en tournée.

- a participé comme chroniqueur en matière de culture à l'émission "On dira ce qu'on voudra" à Radio-Canada [5],[6],[7],[8]
- a siégé sur le Conseil d'administration de la SOPREF entre 2006 et 2008.
- Connu pour sa critique envers le discours de l'ADISQ en matière de redevances streaming[9]
- Connu pour sa rationalité de porter le chapeau d'artiste et de producteur en même temps[10]
- Il a tenu une chronique nommé "Ton label est un échec" sur les ondes de CIBL et MATV pour vulgariser le domaine de la musique[11].
- Il a avoué longtemps vivre avec 12 000$ par année pour pouvoir tout miser sur l'art avec son entreprise. Extrait de "paroles et musiques" (socan)[12]
- Il a collaboré à l'émission "Arrière Scène" diffusé sur TFO[13]